# Salamandra lanzai
Kỳ giông núi Lanza hoặc kỳ giông núi lớn (tên khoa học: Salamandra lanzai) là một loài kỳ giông trong họ Salamandridae, được tìm thấy ở Pháp và Ý. Môi trường sống tự nhiên của chúng là rừng, đồng cỏ và các bãi cỏ chăn thả gia súc, tất cả đều ở vùng ôn đới. Nó bị đe dọa do mất môi trường sống.